# Glens Falls
Glens Falls ist eine City im Warren County im US-Bundesstaat New York. Das U.S. Census Bureau hat bei der Volkszählung 2020 eine Einwohnerzahl von 14.830 ermittelt.

## Geographie
Die Stadt liegt am Hudson River und in der Nähe von Albany.

## Geschichte

### Einwohnerentwicklung
Im Jahr 1880 hatte die Stadt 4.900 Einwohner. Der Zensus 2010 ergab eine Einwohnerzahl von 14.700.

## Kultur und Sehenswürdigkeiten

### Sport
Das Glens Falls Civic Center ist eine Multifunktionsarena, in welcher die Adirondack Flames ihre Heimspiele austragen.

## Persönlichkeiten

### Söhne und Töchter der Stadt
- Joseph Russell (1800–1875), Politiker, Vertreter von New York im US-Repräsentantenhaus
- Orange Ferriss (1814–1894), Jurist, Politiker, Vertreter von New York im US-Repräsentantenhaus
- Algernon Sidney Paddock (1830–1897), Politiker, Vertreter von Nebraska im US-Senat
- Thomas W. Goodspeed (1842–1927), Baptistenpastor, theologischer Lehrer, Vorstandssekretär und Registrar der Universität von Chicago
- Addison B. Colvin (1858–1939), Geschäftsmann, Bankier, Politiker und Treasurer of State von New York
- John Alden Dix (1860–1928), Politiker, Gouverneur von New York
- Charles Evans Hughes (1862–1948), Jurist und Politiker
- John Alden Dix (1860–1928), Politiker, Gouverneur von New York
- Robert P. Patterson (1891–1952), Jurist und Politiker, US-Kriegsminister
- Jean M. Davison (* 20. Jahrhundert), Klassische Archäologin
- Emily Fisher Landau (1920–2023), Kunstsammlerin
- Teo Macero (1925–2008), Komponist, Arrangeur, Musikproduzent und Saxophonist
- Dick Wetmore (1927–2007), Jazzmusiker
- Elmer H. Antonsen (1929–2008), germanistischer Linguist und Runologe
- Joseph Bruno (1929–2020), Politiker, Vizegouverneur von New York
- Edward C. Prescott (1940–2022), Ökonom und Hochschullehrer, Nobelpreisträger für Wirtschaftswissenschaften
- Audie Bock (* 1946), College-Professorin, Filmwissenschaftlerin und Politikerin
- Lisa Eichhorn (* 1952), Schauspielerin
- Jim Duggan (* 1954), Wrestler
- Lorrie Moore (* 1957), Schriftstellerin
- Rachael Ray (* 1968), Fernsehmoderatorin und Autorin
- George Hertzberg (* 1972), Schauspieler
- Derek Richardson (* 1976), Schauspieler
- Megan Guarnier (* 1985), Radrennfahrerin
- Christian Hanson (* 1986), Eishockeyspieler
- Shawn Weller (* 1986), Eishockeyspieler
- Jimmer Fredette (* 1989), Basketballspieler